# گلادکیخ
گلادکیخ (انگلیسی: Gladkikh) یک شهرک در شهرستان دووانسکی در استان باشقیرستان کشور روسیه است.